# Godholi, Khanapur
Godholi là một làng thuộc tehsil Khanapur, huyện Belgaum, bang Karnataka, Ấn Độ.